# Sheila Hancock
Sheila Hancock est une actrice et auteure britannique née le 22 février 1933 à Blackgang sur l'île de Wight en Angleterre.
Elle a remporté un Laurence Olivier Award de la meilleure interprétation dans un second rôle dans une comédie musicale pour son rôle dans Cabaret (2007) et a été nommée cinq autres fois aux Laurence Olivier Awards pour son travail dans Annie (1978), Sweeney Todd (1980), The Winter's Tale (1982), Prin (1989) et Sister Act (2010).

## Biographie
Sheila Hancock est née à Blackgang sur l'île de Wight, fille d'Enrico Cameron Hancock et d'Ivy Louise (née Woodward). Elle fait ses études au couvent St Etheldreda à Ely Place, Holborn, puis à Upton Road Junior School et Upland Junior School. Après l'évacuation liée à la seconde guerre mondiale à Wallingford, Oxfordshire (à l'époque, dans le Berkshire) et à Crewkerne, Somerset, elle fréquente la Dartford County Grammar School et la Royal Academy of Dramatic Art.
Sheila Hancock fréquente avec son père diverses Églises. À la suite de décès de proches, elle devient humaniste. Touchée par un cancer, elle fait une recherche spirituelle et se convertit finalement en 1996 au quakerisme.

## Sur scène
Sheila Hancock fait ses débuts dans le West End en 1958, remplaçant Joan Sims dans la pièce Breath of Spring. Elle apparaît ensuite dans la production de Make Me An Offer de Joan Littlewood au Theatre Workshop en 1959, et joue dans le West End dans la revue One Over the Eight de Peter Cook avec Kenneth Williams en 1961, et dans Rattle of a Simple Man en 1962.
En 1965, elle fait ses débuts à Broadway dans Entertaining Mr Sloane. En 1978, elle joue Miss Hannigan dans la distribution originale de Londres de la comédie musicale Annie et deux ans plus tard, elle joue Mme Lovett dans la production originale de Londres de la comédie musicale Sweeney Todd au Théâtre de Drury Lane.
Sheila Hancock apparaît dans Le Conte d'hiver, Titus Andronicus et Délicate Balance pour la Royal Shakespeare Company. Au Royal National Theatre, elle joue dans La Cerisaie et La Duchesse d'Amalfi. Elle met également en scène Le Songe d'une nuit d'été pour la RSC et The Critic au National Theatre. Elle est également directrice artistique associée de la Cambridge Theatre Company.
Hancock prend le rôle de Rose dans la production de Noël 1993 de Gypsy de la West Yorkshire Playhouse Company.
En 2006, Hancock joue le rôle de Fraulein Schneider dans la reprise du West End de la comédie musicale Cabaret au Lyric Theatre. Elle remporte le Laurence Olivier Award de la meilleure interprétation dans un second rôle dans une comédie musicale. En 2009, elle passe plus d'un an à jouer la mère supérieure dans Sister Act the Musical au London Palladium.
En 2013, elle joue aux côtés de Lee Evans et Keeley Hawes dans la comédie Barking in Essex au Wyndham's Theatre. En 2016, elle joue avec Jenna Russell lors de la première britannique de la comédie musicale Grey Gardens au Southwark Playhouse. En 2019, elle joue dans This Is My Family au Minerva Theatre de Chichester .

## Filmographie

### Cinéma
- 1960 : Light Up the Sky! : une comédienne
- 1960 : L'Amour en pilules : la libraire
- 1960 : Norman dans la marine : Doris
- 1962 : Twice Round the Daffodils : Dora
- 1962 : The Girl on the Boat : Jane Hubbard
- 1964 : La Force des ténèbres : Dora Parkoe
- 1964 : La Baie aux émeraudes : Cynthia Gamble
- 1964 : Arrête ton char Cléo : Senna Pod
- 1967 : Comment j'ai gagné la guerre : l'amie de Mme Clapper
- 1968 : The Anniversary : Karen Taggart
- 1968 : The Magnificient Six and ½: It's Not Cricket : la secrétaire
- 1970 : Take a Girl Like You : Martha Thompson
- 1980 : The Wildcats of St. Trinian's : Olga Vandemeer
- 1987 : The Love Child : Edith
- 1987 : Making Waves : Doris
- 1988 : Hawks : Regina
- 1988 : Buster : Mme Rothery
- 1988 : The Universe of Dermot Finn : la mère de Pearl
- 1989 : Astérix et le Coup du menhir : Impedimenta
- 1990 : Tels pères, telle fille : Vera
- 1994 : D'une femme à l'autre : Judith
- 1997 : Amour et mort à Long Island : Mme Barker
- 1999 : Hold Back the Night : Vera
- 2004 : Yes : la tante
- 2008 : Le Garçon au pyjama rayé : Nathalie, la grand-mère
- 2010 : Words of the Blitz : plusieurs personnages
- 2013 : Delicious : Patti
- 2017 : The Dark Mike : Mary
- 2017 : Edith, en chemin vers son rêve : Edith
- 2018 : The More You Ignore Me : Nan Wildgoose
- 2019 : From This Day Forward : elle
- 2019 : Second Skin

### Télévision
- 1960 : Bootsie and Snudge : Greta (1 épisode)
- 1961-1962 : The Rag Trade : Carole Taylor (23 épisodes)
- 1965-1966 : The Bed-Sit Girl : Sheila Ross (12 épisodes)
- 1966 : Jackanory : la narratrice (5 épisodes)
- 1967 : Armchair Theatre : Alice (1 épisode)
- 1969-1971 : Mr. Digby Darling : Thelma Teesdale (19 épisodes)
- 1971 : Now, Take My Wife : Claire Love (14 épisodes)
- 1972 : Scoop : Mme Stitch (3 épisodes)
- 1976 : Couples : Joan Skinner (12 épisodes)
- 1982 : Play for Today : Ellen (1 épisode)
- 1985 : Dramarama : Rita Chartell (1 épisode)
- 1988 : Doctor Who : Helen A. (3 épisodes)
- 1991 : Gone to the Dogs : Jean (4 épisodes)
- 1992 : Inspecteur Morse (1 épisode)
- 1992 : Gone to Seed : Mag (6 épisodes)
- 1993-1994 : Brighton Belles : Frances (11 épisodes)
- 1995 : The Buccaneers : la duchesse douairière de Trevenick (4 épisodes)
- 1995 : Dangerous Lady : Sarah Ryan (4 épisodes)
- 1997 : Kavanagh : Sarah Meadows (1 épisode)
- 1999 : Alice au pays des merveilles : la cuisinière
- 2000-2001 : EastEnders : Barbara (3 épisodes)
- 2001-2003 : Bedtime : Alice Oldfield (15 épisodes)
- 2003 : Fortysomething :  Gwendolen Hartley (6 épisodes)
- 2004 : Feather Boy : Edith Sorel (6 épisodes)
- 2005 : Bleak House : Mme Guppy (2 épisodes)
- 2006 : The Catherine Tate Show : June (1 épisode)
- 2007-2011 : Flics toujours : Grace Pullman (4 épisodes)
- 2009 : Moving On : Liz (1 épisode)
- 2012 : Les Arnaqueurs VIP : Dolly Hammond (1 épisode)
- 2016 : Casualty : Hester Price
- 2016 : The Dumping Ground : Doris (1 épisode)
- 2016-2019 : Delicious : Mimi Vincent (12 épisodes)
- 2017 : Les Enquêtes de Morse : Dowsable Chattox (1 épisode)
- 2021 : A Discovery of Witches : Goody Alsop (saison 2)

## Distinctions et récompenses
- 1966 : Nomination aux Tony Awards, meilleure actrice dans une pièce de théâtre pour M. Sloane
- 1974 : Officier de l'Ordre de l'Empire britannique (OBE) pour services au théâtre
- 1978 : Nomination au Laurence Olivier Award, Meilleure performance comique dans le rôle de Miss Hannigan dans Annie
- 1980 : Nomination au Laurence Olivier Award, Meilleure actrice en comédie musicale pour son rôle de Mme Lovett dans Sweeney Todd
- 1982 : Nomination au Laurence Olivier Award, Meilleure actrice dans un second rôle pour son rôle de Paulina dans The Winter's Tale
- 1989 : Nomination au Laurence Olivier Award, Meilleure actrice pour son rôle de Prin dans Prin
- 2002 : Nomination aux BAFTA , Meilleure actrice pour The Russian Bride
- 2003 : Nomination aux BAFTA, Meilleure actrice pour Bedtime
- 2007 : Nomination au poste de chancelier de l'Université de Portsmouth[8]
- 2007 : Laurence Olivier Award, Meilleure interprétation dans un second rôle dans une comédie musicale pour son rôle de Fraulein Schneider dans Cabaret
- 2010 : Nomination au Laurence Olivier Award, Meilleure interprétation dans un second rôle dans une comédie musicale pour son rôle de mère supérieure dans Sister Act the Musical
- 2010 : Lifetime Achievement Award aux Women in Film and Television Awards[9]
- 2011 : Commandant de l'Ordre de l'Empire britannique (CBE) pour ses services au théâtre
- 2021 : Dame Commandeur de l'Ordre de l'Empire britannique (DBE) pour ses services au théâtre et à la charité